# Беспалов Іван Антонович
Беспа́лов Іван Антонович (12 листопада 1914, с. Губернське Аргаяшський район Челябінська область, РРФСР, СРСР — 13 березня 1989, м. Київ) — радянський військовик, Герой Радянського Союзу, в роки радянсько-німецької війни заступник командира батальйону автоматників моторизованої 65-ї гвардійської танкової бригади 9-го гвардійського танкового корпусу 2-ї гвардійської танкової армії 1-го Білоруського фронту, гвардії капітан.

## Біографія
Народився 12 листопада 1914 року в селі Губернське Аргаяшского району Челябінської області в родині робітника. Росіянин. Член КПРС з серпня 1944 року. Закінчив неповну середню школу та школу товарознавців держторгівлі.
У 1941 році призваний до лав Червоної Армії. У 1942 році закінчив курси інструкторів при Тюменському військовому піхотному училищі і був направлений у діючу армію. Воював на 1-му Білоруському фронті. Був чотири рази поранений.
Гвардії капітан І. А. Беспалов відзначився на початку березня 1945 року в бою за місто Камін, нині польське місто Камінь-Поморський. На чолі роти автоматників з двома танками І. А. Беспалов прорвав оборону і відрізав противнику шляхи відходу. При звільненні міста противнику було завдано великої шкоди в живій силі і техніці.
Указом Президії Верховної Ради СРСР від 31 травня 1945 року за зразкове виконання бойових завдань командування і проявлені при цьому мужність і героїзм гвардії капітану Івану Антоновичу Беспалову присвоєно звання Героя Радянського Союзу з врученням ордена Леніна і медалі «Золота Зірка» (№ 6752).

Надгробок Івана Беспалова

З 1946 року гвардії майор І. А. Беспалов — в запасі. Працював в Тюмені директором універмагу, закінчив Ленінградські вищі торговельні курси, потім Московську вищу торговельну школу. З 1956 року жив у Києві і працював у системі громадського харчування. Помер 13 березня 1989 року. Похований у Києві на Міському кладовищі «Берківці».
Нагороджений орденом Леніна, орденом Червоного Прапора, чотирма орденами Вітчизняної війни 1-го ступеня, медалями.